# 石川喜三郎
石川 喜三郎（いしかわ きさぶろう、文久3年12月16日（1864年1月24日） - 昭和7年（1932年）2月5日）は、正教会の神学者。陸奥国仙台（現宮城県仙台市）出身。聖名はペートル（ペトル）。

## 生涯
生涯で活発に著述活動を行った。
1892年、日本ハリストス正教会の機関誌『正教新報』の編集人となる。亜使徒聖ニコライ大主教からセルギイ・チホミーロフ主教（肩書当時、のち府主教）に日本正教会の長が代わった際に『正教新報』は『正教時報』となるが、その編集人・発行人であり主筆であった。
1917年のロシア革命により母教会からの日本正教会への財政的援助が途絶え教会財政が逼迫する中、1923年の関東大震災により編集場所もなくなり、『正教時報』も縮小を余儀なくされ主筆の石川以外の人員が全て解雇され、石川の仮住居がそのまま正教時報社となるといった多大な困難にあって、石川は編集、発送、会計など全ての事務を担い続け『正教時報』発行継続に全力を尽くした。
内村鑑三不敬事件からおこった井上哲次郎のキリスト教に対する非難に反論したことがある。
1925年、正教時報の編集人を辞任。その後も正教時報に寄稿し、新設された正教神学院の講師を務めるなどしていたが、1932年、病のため永眠。67歳であった。

## エピソード
ニコライ・カサートキンによる日記の中でも石川喜三郎の名は複数言及されているが、1901年1月23日の日記で、ニコライは石川の『日本正教会伝道誌』の印刷と製本が終わったことを記して同書を「労作」と評し、石川に「お礼」として25円を与えたところ、「多すぎます。15円で十分です。」と石川が10円返してきたと記述。石川につき「有能勤勉でかつ無欲な人物」と称賛している。

## 著述

### 著書
- 『家庭と倫理』正教会編輯局
- 『宗教哲学』 哲学書院
- 『正教と教会及国家』日本ハリストス正教会
- 『羅馬教弁妄論』（羅馬教＝ローマ教会＝ローマ・カトリック教会であり、カトリック教会を批判する内容） 正教会事務所

### 編書
- 『大日本正教会神品公会議事録』 正教会事務所
- 『日本正教会公会議事録』 正教会事務所
- 『日本正教伝道誌. 巻之1-2』 正教会編輯局

### 訳書
- 『音楽と詩歌』 アムブロス著他 共益商社
- 『絶東及び露国の基督教問題』 レ・テホミーロフ著他 正教会編輯局
- 『有神略論』 正教会編輯局
- 『聖福音史主ハリストス一代記』 フェオファン著他 正教会編輯局